# Eriopyga subsimilis
Eriopyga subsimilis là một loài bướm đêm trong họ Noctuidae.